# Herrens Härlighet
Profetiorna om Herrens Härlighet, eller Guds Härlighet är många i både Gamla och Nya Testamentet. Kristna väntar på "Kristi återkomst i Faderns Härlighet", men bahá'íer tror att Jesus hänsyftade på Bahá'u'lláh (arab. Herrens Härlighet), när han sade "Människosonen skall komma i sin Faders Härlighet" (Matt 16:27). Bahá'u'lláh vänder sig till de kristna i Den Heligaste Skriften (Lawh-I-Aqdas), där han klart uttalar att han är den som Jesus har utlovat ska komma. "Säg, O Sonens efterföljare: Har ni utestängt er från Mig för Mitt namns skull?" frågar Bahá'u'lláh i skriftens inledning.